# Miss Atlántico Internacional 2011
Miss Atlántico Internacional 2011 fue la 17.ª edición del concurso de belleza femenina de nivel internacional bajo el nombre Miss Atlántico que se desarrolla anualmente en la ciudad de Punta del Este, en Uruguay. Se realizó en Punta del Este, Uruguay en febrero de 2011. El certamen fue transmitido en vivo por la señal de Teledoce a través del Canal 12 y transmitido por Latinoamérica Televisión. Presentado nuevamente por el actor argentino Gabriel Corrado, el evento contó con la participación de dieciséis candidatas y tuvo como vencedora a la sudafricana Michelle Gildenhuys. 
En dicho certamen Jessica Guillén, Miss Atlántico Internacional 2010 de Venezuela coronó a su sucesora Michelle Gildenhuys de Sudáfrica al final del evento.

## Resultados

### Puestos
| Posiciones                        | Delegada                          |
| --------------------------------- | --------------------------------- |
| Miss Atlántico Internacional 2011 | - Sudáfrica - Michelle Gildenhyus |
| Primera finalista                 | - Costa Rica - Karol Quirós Mora  |
| Segunda finalista                 | - Panamá - Ana María Gordón       |

### Premiaciones especiales
- El concurso distribuyó los siguientes premios:

| Premio             | País y Candidata               |
| Miss Internet      | - Brasil - Sancler Frantz      |
| Miss Simpatía      | - Colombia - Paola Guzmán      |
| Miss Fotogenia     | - Argentina - Macarena Francia |
| Mejor Fantasía     | - Panamá - Karol Quirós        |
| Mejor Traje Típico | - México - Alejandra Balderas  |

## Jurados
Se evaluaron las candidatas en bikini y entrevista:

### Final
1. María Inés Stasser, columnista social;
2. Francisco Calvete, director de Freixenet;
3. Danny Ruiz, representante del Conrad Resort;
4. Laetitia Princesa d’Arenberg, madrina del concurso;
5. Carlos Scheck, director del Diario El País;
6. Yolanthe Snaijder-Cabau, modelo holandesa; y
7. Fabrizio Vignali, gerente general de los Hoteles Brisas y Bentos.

| 1. Natalia Necasek, directora de Marketing de Kaluga Pro; 2. Fabián Sciuto, estilista; 3. Lourdes Rapalín, directora del Bethel Spa; 4. Nelson Mancebo, empresario y director artístico; 5. Daniel Rainusso, directora de Sagrin S.A.; 6. Luis Millán, fashion designer; y 7. Gabriel Giribaldi, director de Optishop. | 1. Laetitia Princesa d’Arenberg, madrina del concurso; 2. Francisco Paco Calvete, director del Freixenet Uruguay; 3. Luis Seguessa, presidente de la Fundación Códigos; 4. Dr. Rafael Barla, médico de la Fundación Códigos; 5. Sra. Lourdes Rapalín, directora del Bethel Spa; e 6. Hugo Perdomo, representante de Sagrin S.A. |

## Embajadoras
Se trata de premios dados por los patrocinadores:
| Premio        | País y Candidata                                 | R     |
| Arapey Resort | - Sudáfrica África del Sur - Michelle Gildenhuys | [ 3 ] |
| Colonia       | - Guatemala - Evelyn Guillen                     | [ 4 ] |
| Être Belle    | - Brasil - Sancler Frantz                        | [ 5 ] |
| Hotel Bentos  | - España - Lorena López                          | [ 6 ] |
| Hotel Brisas  | - Costa Rica - Karol Quirós                      | [ 7 ] |

## Candidatas
Candidatos que disputaron el concurso este año:
| - Sudáfrica África del Sur - Michelle Gildenhuys - Andorra - Bianca Iglesias - Argentina - Macarena Francia - Bolivia - Alejandra Panozo - Brasil - Sancler Frantz - Canadá - Steffanie Solari - Colombia - Paola Guzmán Ibatá - Costa Rica - Karol Quirós Mora - Ecuador - Mariuxi Denisse Bajaña | - España - Lorena Pérez - Guatemala - Evelyn Guillén - México - Alejandra Balderas - Panamá - Ana María Gordón - Paraguay - Aída Jazmin González - Perú Peru - Paula Manzanal - República Dominicana - Ileana Beltré - Uruguay - Ana Lucía Otero |

## Histórico
|  | - Sudáfrica África del Sur - Andorra - Chile - Cuba - Estados Unidos - Venezuela | - México - Compitió por última vez en la edición de 2009. - Venezuela - Andrea Stefanía Vásquez |